# Бачальмаш
Бачальмаш (угор. Bácsalmás, серб. Аљмаш або Aljmaš) — місто в медьє Бач-Кішкун в Угорщині. Місто займає площу 108,32 км², на якій проживає 7618 жителів, знаходиться в історико-географічної області Бачка, поблизу кордону з Сербією.
| Угорщина | Це незавершена стаття з географії Угорщини. Ви можете допомогти проєкту, виправивши або дописавши її. |